# أبو ذر إبراهیمي ترکمان
أبو ذر ابراهيمي تركمان ((بالفارسية: ابوذر ابراهیمی ترکمان)) (مواليد طهران)، رئيس منظمة «الثقافة والعلاقات الإسلامية». حاصل على درجة الدكتوراه في القانون الخاص بالإضافة إلى دراسته اللاهوت. يمتلك إبراهيمي المناصب التالية في سجله التنفيذي:   

## المناصب

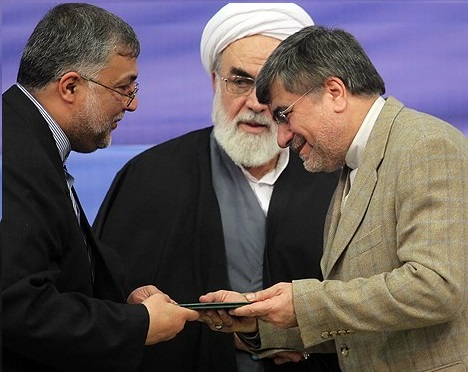
تقديم أبو ذر إبراهيمي تركمان (كرئيس لمنظمة الثقافة الإسلامية / منظمة الاتصال) ؛ بجانب رئيس مكتب المرشد الأعلى للثورة الإسلامية (علي خامنئي حاليًا) وعلي جنتي

الملحق الثقافي بسفارة جمهورية إيران الإسلامية في أنقرة (تركيا)، الملحق الثقافي لسفارة جمهورية إيران الإسلامية في عشق آباد (تركمانستان)، عضو هيئة تحرير المجلة في جريدة. مجال «الثقافة الدولية».
المناصب المسجلة الأخرى لإبراهيمي هي كالتالي:    نائب المديرية العامة «للثقافة الآسيوية والمحيط الهادئ» في «منظمة الثقافة الإسلامية والاتصال».
مستشار ثقافي لجمهورية إيران الإسلامية في روسيا منذ 10 مارس 2008 ... 

## أعمال علمية ودينية
تشمل أعمال أبو ذر إبراهيمي    العلمية / الدينية ما يلي:
- اللطيفة القرآنية
- قصة العلماء في روسية
- الثقافة الروسية والتقاليد
- ثلاث مدن (عن المدن الإسلامية ومشاهير خراسان العظمى (قصة))،

وأكثر من مائة مقال علمي باللغات الفارسية والإنجليزية والروسية والتركمانية واللغة التركية الإسطنبولية والتي نُشرت في الصحف داخل وخارج إيران. 